# Château du clan McPicsou
 (mars 2020).
Si vous disposez d'ouvrages ou d'articles de référence ou si vous connaissez des sites web de qualité traitant du thème abordé ici, merci de compléter l'article en donnant les références utiles à sa vérifiabilité et en les liant à la section « Notes et références ».
Dans l'univers des canards de Disney, le château du clan McPicsou est la demeure ancestrale de la famille de Balthazar Picsou.
Il a été créé par Carl Barks dans Le Secret du vieux château, dès la deuxième apparition de Picsou, dans une histoire de Donald Duck en juin 1948. Don Rosa le situe dans la région de Rannoch Moor (en), qui se trouve dans les Highlands écossais de Perth and Kinross. 

## Inspiration

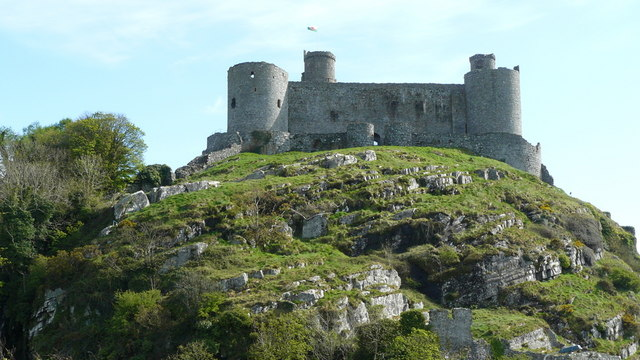
Harlech Castle, pays de Galles

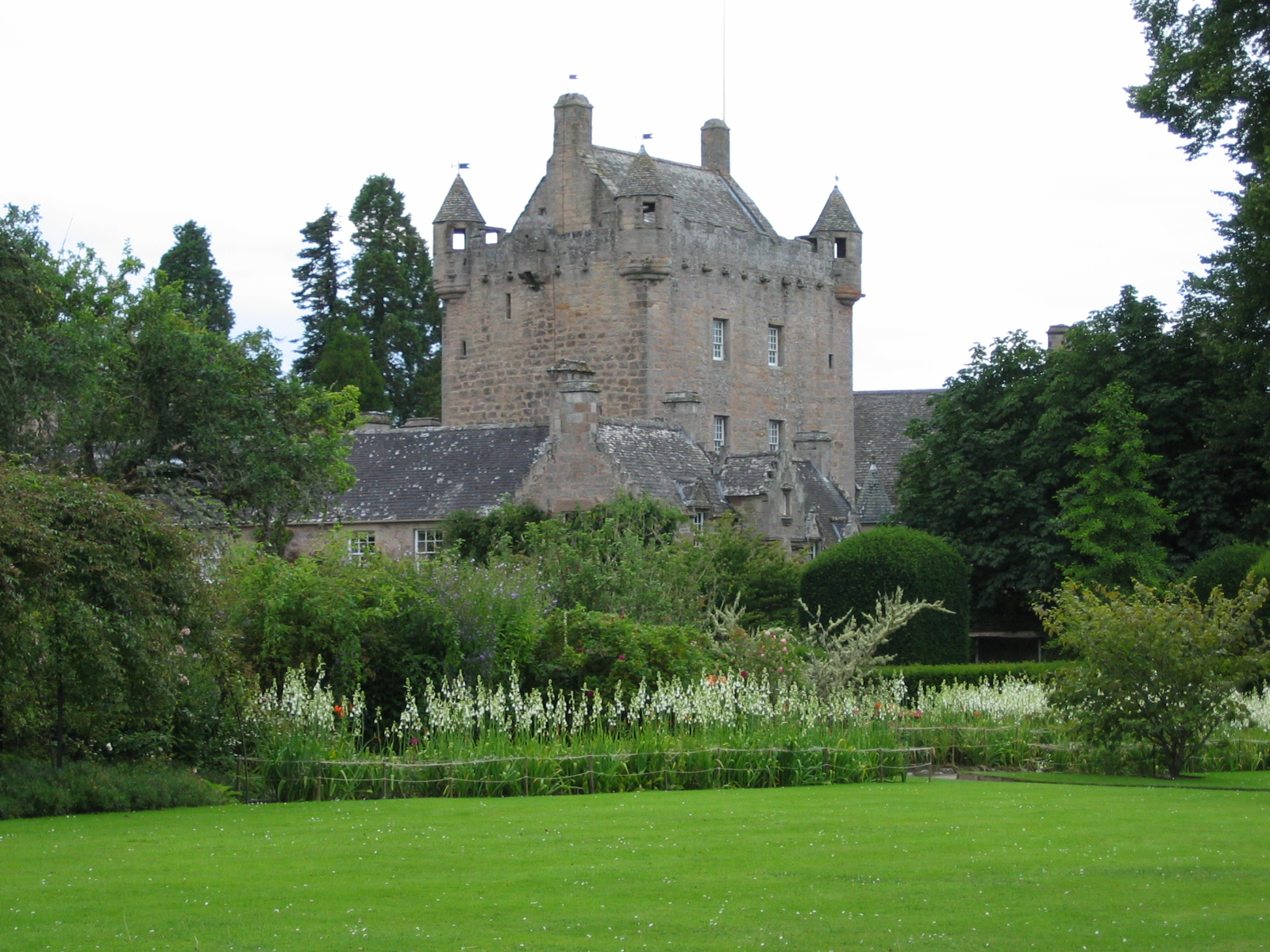
Château de Cawdor, Écosse

L'apparence de ce château fictif est inspiré de celle de plusieurs château existants, :
- Le château de Harlech, bâti au XIIIe s. au pays de Galles ;
- Le château de Cawdor, maison-tour construite à la fin du XIVe s. en Écosse.

## Histoire
La construction du château commença en 938 par Sire William McPicsou et fut terminée aux environs de 957. Le mur de gauche a dû être construit en premier mais nous n'avons aucune certitude[réf. nécessaire]...

## Description du château

### Cimetière
Un grand cimetière d'environ 500 m2 couvre l'avant du château McPicsou.
Chaque membre du clan fut enterré ici jusqu'en 1675 à l'exception de Sire Edward McPicsou. Ce dernier repose dans son armure gardant un passage secret menant aux cachots, voulant protéger la construction de la salle du trésor des Templiers (voir Une lettre de la maison).
Ce cimetière couvre de petits sentiers d'un mètre de largeur dont la plupart sont désormais envahis par les marais.

### Passages secrets
- Fausse tombe de sire Edward McPicsou > Armure de sire Murdoch McPicsou
- Chambre de sire William McPicsou > Salle d'armes
- Donjon > Souterrains

### Cachots
Sire Edward McPicsou a muré la porte du cachot pour cacher la construction de la salle du trésor des Templiers dont il était le trésorier. L'accès souterrain menant à cette salle est camouflé par une fausse cellule de torture abritant un chevalet. Il s'agit d'un leurre car, aux dires de Picsou, aucun membre de son clan n'a jamais torturé personne (voir Une lettre de la maison).

## Alentours

### Village
Le village a été fondé par le clan juste après la construction du château. Y habitent deux grandes familles : les McTerrier, descendants du frère de la femme de Sir Edward[réf. nécessaire], et les Biskerville.

### Dismal Downs
Dismal Downs sont les marais où se situe le château des McPicsou. Ceux-ci ont eu sûrement beaucoup de courage pour l'avoir bâti sur une terre aussi stérile ayant une superficie d'environ 3 hectares.

### Loch Teu
Les landes perdues en français, se situent au nord de l'Écosse juste au-dessus de Glasgow.

## Liens
- Clan McPicsou